# Manaosbia scopulata
Manaosbia scopulata – gatunek kosarza z podrzędu Laniatores i rodziny Manaosbiidae. Jedyny znany przedstawiciel monotypowego rodzaju Manaosbia.

## Występowanie
Gatunek wykazany z Brazylii.